# Konjski sejem
Konjski sejem je slika olje na platnu francoske umetnice  Rose Bonheur, ki je nastala leta 1852 in bila prvič razstavljena na Pariškem salonu leta 1853. Umetnica je dodala nekaj zaključnih dotikov leta 1855. Veliko delo meri približno 2,4 m × 5,1 m.
Slika prikazuje trgovce, ki prodajajo konje na konjski tržnici na pariškem Boulevard de l'Hôpital. Zloglasno bolnišnico Salpêtrière vidimo na levem delu v ozadju.
Slika je na ogled v Metropolitanskem muzeju umetnosti v New Yorku, v Galeriji 812.

## Ozadje
Bonheurjeva je naslikala Konjski sejem iz serije skic vlečnega konja pasme Percherons in drugih osnutkov konj, ki jih je naredila na pariški konjski tržnici ob drevoredu Boulevard de l'Hôpital, blizu bolnišnice Pitié-Salpêtrière , ki je viden v ozadju slike. Leto in pol od poletja 1850 do konca 1851 se je tržnice udeleževala dvakrat tedensko. Od pariške policije je iskala dovoljenje za preobleko, da bi se oblekla v moškega, da ne bi pritegnila pozornost. Prej se je leta 1845 učila v pariški klavnici, značilno za slikarje živali in bila prva ženska, ki se je ukvarjala s tem in kot ženska doživela nadlegovanje.
Poleg študij na pariški konjski tržnici je svoje živali modelirala tudi po živalih iz Pariške Omnibus Company. Izhajala je iz tradicije pri prikazu konjskega očesa takšnega kot je, namesto da bi za čustveni učinek uporabila antropomorfizem. Domneva se, da je ena od človeških figur avtoportret.
Bonheurjeva je doma in na podeželju nosila moška oblačila. Konjski sejem je natisnjen kot plošča 18 v Greerjevi knjigi The Obstacle Race, v kateri piše: »Ni bilo ničesar, kar je vzburjalo o polnih hlačah in slikarskih oblačilih, ki jih je Bonheurjeva nosila« in sama umetnica citira:
»Sem slikarka. Z zaslužkom sem si zaslužil pošteno življenje. Moje zasebno življenje nikogar ne briga.«
Med vplivi na Bonheurjino delo sodijo slikarji George Stubbs, Théodore Géricault in Eugène Delacroix ter kipi iz antične Grčije. Sliko je opisala kot svoj Partenonski friz.

## Razstava
Sliko so kritiki pohvalili, ko je bila prvič razstavljena na Pariškem salonu maja 1853. Več jih je komentiralo moško naravo dela. Pred tem je Bonheurjeva francoskemu ministru za likovno umetnost Charlesu de Mornyju, vojvodi Mornyju, ponudila študije dveh slik za obravnavo na državni komisiji. Izbral je drugo delo, Spravilo sena v Auvergneju, ki ga danes hrani muzej v Château de Fontainebleau. Bonheurjeva je zavrnila poskus premisleka po razstavi iz leta 1853.
Slika je bila kasneje prikazana v Gentu leta 1853 in nato v Bordeauxu leta 1854, vendar je mesto zavrnilo nakup za 15.000 FF. Leta 1854 so jo prodali britanskemu trgovcu z umetninami Ernestu Gambartu za 40.000 FF. Bonheurjeva je leta 1855 sliko dodelala.
Prikazali so jo na različnih lokacijah med turnejo po Britaniji v letih 1855 do 1857. V Londonu je bila slika prikazana v domu Edwina Henryja Landseerja, umetnika, ki je bil znan po svojih delih živali . Kraljica Viktorija je zaprosila za zasebni ogled v Buckinghamski palači. Bilo je najbolj odmevno Bonheurjinino delo, Metropolitanski muzej pa ga opisuje kot eno svojih najbolj znanih umetniških del.
Leta 1857 je bila prodana trgovcu z bombažem Williamu Parkinsonu Wrightu za 30.000 FF, nato pa 1866 prodana Aleksandru Turneyju Stewartu. Po smrti Stewarta leta 1876 in njegove vdove Cornelije leta 1886 je sliko marca 1887 kupil na dražbi Cornelius Vanderbilt II. za 53.000 dolarjev in jo takoj podaril Metropolitanskemu muzeju v New Yorku.

## Zapuščina in vpliv
Prvo graviranje dela je ustvaril Jules Jacques Veyrassat med Pariškim salonom 1853, medtem ko je pogosto reproducirano graviranje Thomasa Landseerja pomagalo doseči široko priljubljenost. Graviranje Landseerja je temeljilo na repliki pol velikosti, velikosti 120 cm x 250 cm, okoli leta 1855, Bonheurjeva in njena partnerica Nathalie Micas, ki jo je leta 1859 podarila Narodni galeriji v Londonu s posestva Jacoba Bella. Bonheurjeva je naredila tudi drugo repliko v pol velikosti, ki ji je bila bolj všeč, prej v zbirki družine McConnel (lastniki mlina za bombaž v Cressbrooku v Derbyshireu) in v zbirki Jacka Wheelerja do leta 1989, ko je bila razstavljena v muzeju Meadows v Dallasu; tretja replika pol velikosti, narejena za poveljnika Arthurja Hilla Ommanney, Peter Hill-Lowe RN v Somersetu (prvi mož Beatrice Hill-Lowe), je bila prodana pri Sotheby's leta 1978 in je zdaj v zasebni zbirki v Baton Rougeu. Četrta veliko manjša različica, 48 cm × 89 cm, je bila v zasebni zbirki Karla Lowensteina. Avtografsko akvarelno različico 61 cm × 127 cm iz leta 1867 je Sotheby's prodal v New Yorku leta 2007. Podobno različico akvarela je leta 1982 prodal Knoedler.
Slikarka Molly Luce je trdila, da je bil Konjski sejem prvo delo, ki je vplivalo nanjo pri njeni odločitvi, da postane umetnica, delo pa je navdihnilo tudi mladega Wayna Thiebauda.
Konjski sejem je v literarnem svetu navdihnil antologijo leta 2000 pesnika Robina Beckerja.
Sliko, z velikim obsegom, realističnim slogom in močnim občutkom gibanja, lahko štejemo za proto-kinematografsko.
Brat Boneurjeve, Isidore Bonheur, je na podlagi slike za njen spomenik v Fontainebleau izdelal bronasto reliefno ploščo. Spomenik je vseboval velik kip bika, na podstavku s štirimi reliefnimi ploščami, na katerih so bile upodobljene njene najbolj priljubljene slike; uničen je bil leta 1941, vendar je mesto plošče hrani muzej umetnosti Dahesh v New Yorku.

## Izvor
Po obdobjih, ko je bila v lasti trgovca z umetninami Ernesta Gambarta in nato Williama Parkinsona Wrighta, je sliko kupil A. T. Stewart, nato pa jo na dražbi pridobil Cornelius Vanderbilt II.
V zbirki Metropolitanskega muzeja umetnosti v New Yorku je od leta 1887, ko jo je podaril Vanderbilt.  Obstaja pomanjšana različica, morda ustvarjena v sodelovanju z njeno partnerko Nathalie Micas v Nacionalni galeriji v Londonu.